# Paul Diamond
Paul Diamond, egentlig Mihai Stoian, er en rumænsk pornomodel og -instruktør, bosiddende i Danmark.
Mihai Stoian og Gregorian Bivolaru (kaldet Grieg) er bagmænd bag yoga-sekten MISA, der i Danmark opererer under navnet Natha Yoga Center. 
Her tilbydes yoga og tantrakurser og man bydes velkommen af glade mennesker og eksotisk indisk musik, der signalerer harmoni og god karma, men de to bagmænd står bag sex-sider med pornochats samt flere pornofilm, hvoraf nogle er udgivet af en dansk pornoproducent.
Filmene er blandt andet blevet til ved at yoga-studerende kvinder intetanende er blevet filmet som led i angivelige tantra og sex-ritualer, hvor de ikke har vidst, at en del af formålet var, at sælge optagelserne videre som regulære pornofilm. 
Mihai Stoian samarbejdspartner Gregorian Bivolaru (kaldet Grieg) har siden 2017 været efterlyst via Interpol på vegne af finsk politi, der mistænker ham for grov menneskehandel og seksuelt misbrug begået i Finland og Frankrig mellem 2006 og 2013. 
Den 28 november 2023  slog fransk politi til i en opsigtsvækkende politiaktion hvor Gregorian Bivolaru blev anhold. DR fortæller: "Hele 175 betjente var involveret i ransagning på flere adresser i blandt andet Paris-området, og 41 personer blev anholdt. Målet for aktionen var en 71-årig mand, der er åndelig vejleder for en international yoga-bevægelse, der har aflæggere i flere lande. Også i Danmark.Efter at være blevet fremstillet i retten i Paris fredag er den 71-årige yogalærer, forfatter og spirituelle leder fortsat fængslet. Sigtelserne tæller blandt andet menneskehandel, kidnapning og voldtægter. I alt 6 personer ud af 15 mistænkte blev fængslet, skriver nyhedsbureauet AP." 
Det vides ikke om Mihai Stoian er blandt de anholdte.
Mihai fungerede tidligere som yogalærer ved Natha Yogacenter i København og fik sit navn i pressen, da en sognepræst fra det kristne Dialogcenter klagede over, at Københavns Kommune yder økonomisk støtte til skolen, som han mente blev drevet af "en rumænsk baseret sex-sekt, MISA". Kommunen mente at det var acceptabelt med sex i lokalerne. 
Paul Diamond har sammen med sin kone Claire Diamond (egl. Maria Porsfeld) medvirket i en række tantrisk inspireret pornofilm film, samt stået bag en række pornografiske danseshows med titlen Wild Venus.

## Film
- Erotiske hemmeligheder
- Sexuelle hemmeligheder
- The Secrets of Seduction
- Exaltation of Pee
- The Magic Passage
- Sex skolen – Tantra sex
- Eve's erotiske opvågning
- Sublim Erotica